# La domenica della buona gente
La domenica della buona gente é um filme italiano de 1953, dirigido por Anton Giulio Majano. 

## Sinopse
Tendo como pano de fundo um jogo de futebol Roma - Napoli, cruzam-se várias histórias. Um futebolista desempregado, um reformado a quem falta um resultado para ganhar o primeiro prémio do Totocalcio, um jovem desempregado que prefere ir ao jogo do que a casa da namorada, onde um tio dela lhe poderá arranjar trabalho, uma viúva grávida que procura o amante... e as vidas destas pessoas, numa tarde de domingo de futebol, entrelaçam-se.

## Elenco
- Maria Fiore: Sandra
- Sophia Loren: Ines
- Renato Salvatori: Giulio
- Vittorio Sanipoli: Conti
- Ave Ninchi: Elvira
- Alberto Talegalli: Clemente
- Carlo Romano: Malesci
- Mariolina Bovo: Marisa
- Memmo Carotenuto: Amleto
- Nino Vingelli:
- Nino Manfredi: Lello
- Nino Milani: capo tifoso
- Turi Pandolfini: parroco
- Piero Palermini: Pieri
- Gisella Monaldi: Gisella
- Alfredo Martinelli: Valli
- Laura Tiberti: Maria
- Eduardo Passarelli: portinaio